# Sanel Jahić
Sanel Jahić (* 10. Dezember 1981 in Straßburg) ist ein in Frankreich geborener ehemaliger bosnischer Fußballspieler. Der 1,85 m große Jahić war Verteidiger und konnte sowohl im defensiven Mittelfeld als auch als Innenverteidiger spielen.

## Karriere

### Vereinskarriere

#### Anfänge in Frankreich und Bosnien
Jahić begann seine Karriere im Nachwuchs von Racing Straßburg und wechselte von dort zum FC Sochaux, wo er im Juli 1999 auch seinen ersten Profivertrag unterzeichnete. Dort stieg der Bosnier gleich im ersten Jahr in die französische Ligue 1 auf, absolvierte aber kein Spiel, weshalb er im Juli 2001 zum bosnischen Erstligisten FK Željezničar Sarajevo wechselte. Dort absolvierte der beidfüßige Abwehrspieler fünfzehn Ligaspiele und zwei UEFA-Pokal-Spiele und gewann den Super-Cup von Bosnien und Herzegowina 2001, die Meisterschaft 2000/01 und 2001/02 und den Bosnischen Cup 2003. 

#### Karriere in Spanien
Im Frühjahr 2004 wechselte Sanel Jahić ablösefrei zum damaligen spanischen Zweitligisten UD Las Palmas ging. Beim Zweitligisten machte Jahić in 25 Spielen drei Tore. Seine guten Leistungen beim Klub aus Las Palmas weckten das Interesse der Ligakonkurrenz und so wechselte Jahić im Juli 2005 zum UD Mérida, wo er zehn Spiele absolvierte und dabei ein Tor schoss. 

#### Rückkehr nach Sarajevo und die griechische Liga
Im Juli 2006 kehrte Sanel zurück zu Željezničar Sarajevo, wo er häufig als Stürmer eingesetzt wurde. So erzielte Jahić zehn Tore Mitte der Saison 2007/08 und wurde bosnischer Torschützenkönig, bevor er im Frühjahr 2008 für eine Ablöse von 20.000 Euro zum damaligen griechischen Erstligisten Aris Thessaloniki ging. Zur Saison 2009/10 unterschrieb der bosnische Nationalspieler einen Vertrag bis 2013 und wechselte für circa 600.000 Euro zum Ligakonkurrenten AEK Athen.

#### APOEL Nikosia
Zur Saison 2011/12 wechselte er zu APOEL Nikosia, wo er sich aber nicht durchsetzen konnte; er machte nur elf Spiele, und nach nur einem halben Jahr verließ er den Klub wieder. Sein erstes Spiel machte er am 29. August 2011 gegen AEK Larnaka, sein letztes am 8. Januar 2012 gegen Alki Larnaka.

#### Kardemir Karabükspor und mehr
Kurz vor Ende der Wechselperiode 2011/12 wechselte Jahić für 300.000 Euro zu Kardemir Karabükspor. Er unterschrieb ein 2½-Jahresvertrag. Sein erstes Spiel machte er am 21. Januar 2012 gegen Trabzonspor, wo er beim 2:1-Sieg auch gleich sein erstes Tor schoss. Im Sommer löste er nach gegenseitigem Einvernehmen mit der Vereinsführung seinen Vertrag auf und verließ Karabükspor. Anschließend hatte er meist einjährige Engagements in Schottland, der Schweiz, wiederum in Griechenland und zuletzt bei seinem alten Club in Sarajevo.

### Nationalmannschaft
Zu seiner Zeit beim FC Sochaux war Jahić fester Bestandteil der bosnischen U-21-Nationalmannschaft. Im November 2007 wurde er vom damaligen Nationalcoach Fuad Muzurović für das letzte Quali-Spiel gegen Türkei nominiert. Er spielte zwar nicht, aber die Nominierung selbst „war eine große Ehre“ und die Erfüllung seiner Kindheitsträume, so Jahić. Er ist ein fester Bestandteil der A-Nationalmannschaft geworden. Sein erstes Tor für Bosnien war das zwischenzeitliche 2:1 (Endstand 4:2) bei der Qualifikation zur WM 2010 am 28. März 2009 im Spiel gegen Belgien.